# Lifan X50
La Lifan X50 è un'autovettura prodotta dalla casa automobilistica cinese Lifan dal 2014.

## Descrizione
La X50 è un crossover compatto a cinque porte, che va a posizionarsi sotto il crossover compatto Lifan X60; è stata inizialmente presentata al Salone di Pechino ad aprile 2014 per poi debuttare in veste definitiva per la produzione in serie a agosto dello stesso anno al salone di Chengdu.
Basata sulla stessa piattaforma della berlina Lifan 530, la vettura è alimentata da un motore a 4 cilindri da 1,3 litri da 93 CV e un 1,5 litri con una potenza di 76 kW (102 CV), già utilizzati anche sulla Lifan 530 e Lifan 630.